# Buena Vista de la Salud
Buena Vista de la Salud es una localidad del estado mexicano de Guerrero. Es parte del municipio de Chilpancingo de los Bravo.

## Demografía
| Gráfica de evolución demográfica |
|                                  |

| Censo | Población |
| ----- | --------- |
| 1900  | 253       |
| 1910  | 314       |
| 1921  | 391       |
| 1930  | 341       |
| 1940  | 174       |
| 1950  | 224       |
| 1960  | 227       |
| 1970  | 478       |
| 1980  | 1 168     |
| 1990  | —         |
| 2000  | 1 840     |
| 2010  | 2 228     |
| 2020  | 1 970     |